# Милан Мраовић
Милан Мраовић Симић (Вргинмост, 6. октобар 1919 — Доња Купчина, Жумберак, 21. август 1943), учесник Народноослободилачке борбе и народни херој Југославије.

## Биографија
Рођен је 6. октобра 1919. године у Вргинмосту, у радничкој породици.
Године 1940. отишао је на одслужење војног рока, за време кога га затиче Априлски рат. Учесник Народноослободилачке борбе је од 1941. године. Усташе су за њим у мају 1941. издали потерницу, анкон чега је из Карловца побегао на Кордун. Ту се повезао са комунистима и учествовао у припремама за оружани устанак у селима котара Вргинмост.
По одлуци Главног штаба Хрватске, 15. априла 1942. напустио је Кордун и са групом партизана отишао на Жумберак. Члан Комунистичке партије Југославије постао је јуна 1942. године. Дана 9. августа 1942., постао је заменик команданта батаљона „Јосип Краш“, а убрзо и командант батаљона. Формирањем Тринаесте пролетерске бригаде постављен је за командант њеног Другог батаљона. Након тога је учествовао у борбама по Жумберку и Покупљу.
Погинуо је 21. августа 1943. године у борбама против Немаца и усташа код Доње Купчине на Жумберку.
Указом Президијума Народне скупштине Федеративне Народне Републике Југославије, 14. децембра 1949. године, проглашен је за народног хероја.